# Crabeth
Die Familie Crabeth war eine Maler- und Glasmaler-Familie aus Gouda in den Niederlanden.

## Stammliste
1. Pieter Crabeth (Crepel oder Krepel Pieter = lahmer Peter), wahrscheinlich aus Cuijk
  1. Dirck Crabeth (1505–1574), niederländischer Glasmaler
  2. Adriaen Crabeth
  3. Wouter Crabeth (1520–1589), niederländischer Glasmaler
    1. Pieter Woutersz. Crabeth (1568–1638)
      1. Wouter Pietersz. II. Crabeth (1594–1644), holländischer Maler